# Minnesota Public Radio

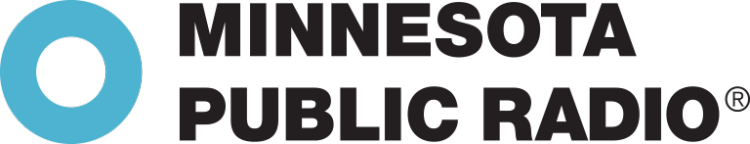

Minnesota Public Radio (MPR) est un réseau de radiodiffusion régional américain opérant sur l'État du Minnesota. Minnesota Public Radio est un réseau de service public ; il compte 44 stations desservant un marché de 9 millions de personnes.
Minnesota Public Radio est le fondateur d'American Public Media, second plus gros distributeur américain de programmes radiophoniques de service public, après NPR.